# Kontrast (Linguistik)
In der Allgemeinen Linguistik hat Kontrast zwei verschiedene Bedeutungen:
- Kontrast wird einerseits in der nordamerikanischen Linguistik im gleichen Sinn wie Opposition verwendet (Bußmann 2002, 376). Beispiel: Kontrast zwischen stimmhaftem und stimmlosen Laut: [d], [t]. In vielen Fällen entsteht dabei zugleich ein Bedeutungsunterschied, so etwa bei dem Wortpaar (= Minimalpaar) „Handel“ – „Hantel“.
- In der strukturellen Linguistik ist „Kontrast“ andererseits ein Gegenbegriff zu „Opposition“: „Kontrast“ bezeichnet dann die syntagmatischen Beziehungen zwischen Einheiten, „Opposition“ die paradigmatischen. Eine syntagmatische Beziehung besteht zwischen den Einheiten, die in der Rede aufeinander folgen; eine paradigmatische zwischen Einheiten, die man im gleichen Kontext gegeneinander austauschen kann. In diesem Fall würde man bei den gegebenen Beispielen einen Kontrast zum Beispiel zwischen den Lauten [n] und [d] bzw. [n] und [t] sehen; zwischen [d] und [t] bestehe dagegen eine Opposition.